# Beaufort-en-Vallée
Beaufort-en-Vallée è un comune francese soppresso del dipartimento del Maine e Loira nella regione dei Paesi della Loira. Dal 1º gennaio 2016 si è fuso con il comune di Gée per formare il nuovo comune di Beaufort-en-Anjou di cui è divenuto comune delegato.

## Storia

### Simboli
Lo stemma è stato attribuito dal D'Hozier nel 1703 ed è documentato nell'Armorial Général de France. A volte è stato erroneamente rappresentato con il leone rivoltato.

## Società

### Evoluzione demografica
Abitanti censiti

## Amministrazione

### Gemellaggi
- Travagliato, dal 2002[4]